# Martin Liebers
Martin Liebers (* 22. Juni 1985 in Berlin) ist ein deutscher Eiskunstläufer.

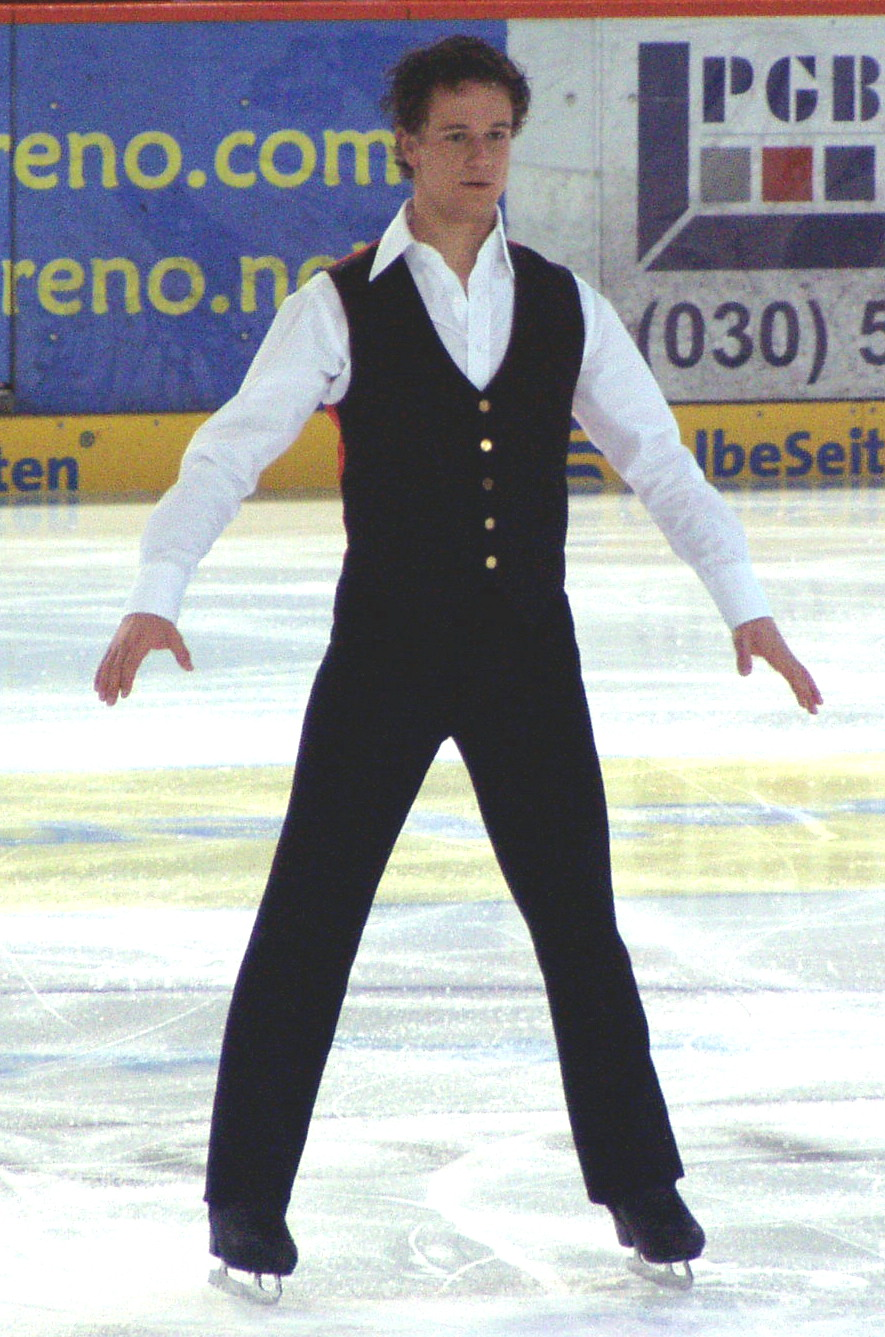
Martin Liebers hier bei den Deutschen Meisterschaften 2006 in Berlin bei der Kür

Martin Liebers startet für den SC Berlin und trainiert bei Viola Striegler. Er ist Sohn von Kerstin und Mario Liebers und ist der Bruder von Peter Liebers. Vater und Bruder sind bzw. waren Eiskunstläufer. Bei den Deutschen Meisterschaften belegte er von 2005 bis 2008 stets den Bronzerang. Liebers ist zurzeit Sportsoldat bei der Bundeswehr. Zur Saison 2009/2010 wechselte er zum Paarlaufen, seine Partnerin ist Nicole Gurny.

## Erfolge/Ergebnisse
| Wettbewerb                     | 2000/01 | 2001/02 | 2002/03 | 2003/04 | 2004/05 | 2005/06 | 2006/07 | 2007/08 | 2008/09 | 2009/10 |
| ------------------------------ | ------- | ------- | ------- | ------- | ------- | ------- | ------- | ------- | ------- | ------- |
| Europameisterschaften          |         |         |         |         | 20      |         |         |         |         |         |
| Juniorenweltmeisterschaften    |         | 20      | 11.     | 15      |         |         |         |         |         |         |
| Deutsche Meisterschaften       | 6.      | 5.      | 4       | 4       | 3       | 3       | 3       | 3       | 4       | 2*      |
| Coupe de Nice                  |         |         |         |         |         |         | 4       | 4       |         |         |
| Crystal Skate, Romania         |         |         |         |         |         |         |         | 5       |         |         |
| Golden Spin of Zagreb          |         |         |         |         | 2       | 12      | 3       |         |         |         |
| Karl Schäfer Memorial          |         |         |         |         | 10      |         | 11      | 4       |         |         |
| Nebelhorn Trophy               |         |         |         | 11      | 12      | 10      | 8       | 17      | 17      | 16*     |
| NRW Trophy                     |         |         |         |         |         |         |         |         | 6       |         |
| Ondrej Nepela Memorial         |         |         |         |         |         |         |         | 7       | 5       |         |
| Winter-Universiade             |         |         |         |         |         |         |         |         | 10      |         |
| Junior Grand Prix, Bulgarien   |         |         |         | 8       |         |         |         |         |         |         |
| Junior Grand Prix, Tschechien  |         | 8       |         | 6       |         |         |         |         |         |         |
| Junior Grand Prix, Frankreich  |         |         | 8       |         |         |         |         |         |         |         |
| Junior Grand Prix, Kanada      |         |         | 12      |         |         |         |         |         |         |         |
| Junior Grand Prix, Italien     |         | 7       |         |         |         |         |         |         |         |         |
| Junior Grand Prix, Deutschland | 15      |         |         |         |         |         |         |         |         |         |
| Junior Grand Prix, Ukraine     | 11      |         |         |         |         |         |         |         |         |         |

Legende: * = mit Nicole Gurny